# Світова енергетична криза 2021 року
Світова енергетична криза 2021 року викликана одночасним впливом ряду чинників.

## Основні причини енергетичної кризи - 2021
Серед причин кризи експерти називають:
- пожвавлення світової економіки після ковідного падіння (відновлення економіки після пандемії);
- перехід до стратегії зеленої енергетики ряду країн світу, зокрема ЄС;
- виснаження запасів у газосховищах внаслідок суворих морозів минулого сезону;
- зменшення поставок природного газу з РФ до країн ЄС[6];
- зменшення газонафтової видобувної активності США;
- У Європі різко впала пропозиція зрідженого газу (відновлення економіки Азії після ковідного провалу відбулося швидше, ніж у Європі та Америці, що спричинило більші ціни у цьому регіоні на зріджений газ, що автоматично вплинуло на перерозподіл його ринків);
- власне виробництво газу в Європі скорочується (фактори впливу: виснаження запасів у Північному морі, ряд норвезьких газових родовищ почали плановий ремонт).

Дефіцит енергії спостерігається по всьому світу: у Великій Британії., Китаї та інших країнах.

## По країнах

### Китай
Китай стикається з найгіршою енергетичною кризою протягом останніх десятиліть. "Ґардіан" повідомляє про зменшення економічної активності в країні, відключення електроенергії.

### Індія
Індія знаходиться на межі енергетичної кризи, оскільки запаси вугілля країни на електростанціях небезпечно низькі.

### Європа

#### Велика Британія
З серпня 2021 року висока європейська оптова ціна на природний газ зашкодила внутрішнім постачальникам у Сполученому Королівстві. У вересні 2021 року, паніка на ринку бензину та дизельного пального у Сполученому Королівстві викликала серйозні порушення поставки дорожнього палива.

#### Іспанія
У Іспанії, ціни на електроенергію зросли понад 200%.